# Dasyurus spartacus
Dasyurus spartacus é uma espécie de marsupial da família Dasyuridae. Endêmica da Nova Guiné.
- Nome Popular: Quoll-Bronzeado
- Nome Científico: Dasyurus spartacus (Van Dyck, 1987)

## Características
O Quoll bronzeado é uma espécie de Quoll encontrada em Nova Guné. Foi descoberto na década de  1970 quando cinco espécimes foram coletados, mas apenas descrito em 1987, quando o Dr. Stephen Van Dyck do Museu de Queensland as examinou e reconheceu a distinção. Muito pouco se sabe dele, que foi previamente pensado ser uma população periférica do Quoll ocidental (Dasyurus geoffroii);
Os pelos da cauda são relativamente mais longos e o polegar é relativamente menor que a outra espécie de Nova Guiné (Dasyurus albopunctatus). Mede cerca de 30–38 cm de comprimento e a cauda de 25–29 cm, pesa de 300-410g

## Hábitos alimentares
É carnívoro, alimenta-se de insetos, aves, pequenos mamiferos e répteis;

## Habitat
Vive em savanas e florestas próximo ao Rio Fly e no parque nacional de Wasur;

## Distribuição Geográfica
Planícies Fly, Papua-Nova Guiné;